# Кордильєри (Місяць)

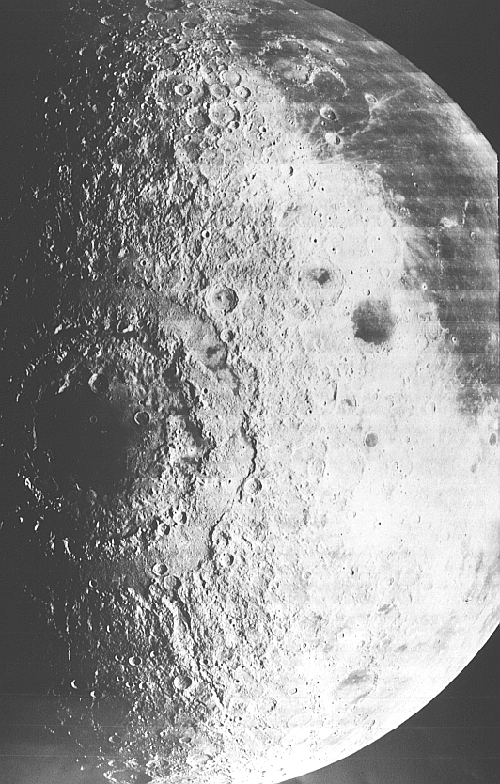
Кордильєри — зовнішнє кільце навколо моря Східного. Знімок НАСА р.1967 із Місячний Орбітор-4

Кордильєри гори (лат. Montes Cordillera) — концентричні місячні гори, розташовані на морі Східному. Північно-західний край гір межує з Апеннінами. Із Землі є можливим спостерігати тільки східну частину гір, розташовану в південно-західній частині видимої сторони Місяця. Діаметр гір — 956 км. Внутрішні дві концентричні структури навколо моря утворюють гори Рук (зовнішні і внутрішні). Піднесення гір над навколишньою місцевістю близько 1250 м. До північно-східної ділянки гір прилягають озеро Осені, кратери Шлютері і Хартвиг. Східна ділянка гір перетята кратером Ейхштедт. До південно-західної ділянки примикають кратери Краснов, Райт, Шалер і долина Бувар. Гори розташовані в районі, обмеженому селенографічними координатами 4,17 ° — 34,89 ° пд.ш., 78,29 ° — 112,04 ° з.д.. 
.
Гори Кордильєри зобов'язані своїм походженням імпактній події, котра породила море Східне. Згідно однієї точки зору — гори являють собою зовнішній вал кратера моря, згідно з іншою — Кордильєри утворені матеріалом, викинутим при імпакті, а зовнішній вал (а точніше вали) моря утворюють гори Рук. Період утворення гір Кордильєри точно невідомий, ймовірно відноситься до пізньоімбрійського періоду.
Відповідно до традиції іменувати місячні гори за назвами земних гір, використано назву земних гір Кордильєри — гірської системи уздовж західних окраїн Північної та Південної Америки.